# 日本ファクタリング業協会
一般社団法人日本ファクタリング業協会（いっぱんしゃだんほうじん にほんファクタリングぎょうきょうかい、英：Japan Factoring service Association）は、ファクタリング業を営むファクタリング業者、債権買取業者、保証業者及びそれに付随する仲介業者を対象とする自主規制機関。

## 経緯
ファクタリング業に関する規制・法律が存在せず、ヤミ金からのファクタリング業への参入、悪質な企業の進出が目立ち始めた事によりファクタリング業界の健全な運営を目的として2012年に唯一の自主規制機関として設立した。本店は東京都中央区。

## 活動
ファクタリング業者向けの情報提供、ガイドラインの提示、指導等を行っている。また、2018年4月よりインターネットを利用したeラーニングによる講習、資格付与する事業を開始し、ファクタリング業界における健全化を目指している。
近年ファクタリングを偽装したヤミ金融が増加しており、正規の業者への風評被害・取引に対する悪影響を及ぼしかねない状況である。このような事態を打開すべく、当協会ではファクタリング被害110番を開設、被害者からの個別相談に対応し、トラブル解決に向けて取り組んでいる。